# کلپو گروندال
کلپو گروندال (انگلیسی: Kelpo Gröndahl؛ ۲۸ مارس ۱۹۲۰ – ۲ اوت ۱۹۹۴) کشتی‌گیر فرنگی اهل فنلاند بود.
وی در مسابقات کشوری و بین‌المللی در مجموع برندهٔ ۱ مدال طلا، ۲ مدال نقره شده‌است.